# Цветоложе

Цветоложе (1) на схеме цветка

Цветоло́же (лат. receptáculum) — верхняя расширенная часть цветоножки, осевая часть цветка; от неё отходят все остальные части цветка (чашелистики, лепестки, тычинки, пестики). Цветоложе имеет стеблевое происхождение — в отличие от остальных частей цветка, которые имеют листовое происхождение.
Цветок представляет собой верхушку стебля (особой оси), на которой развиваются элементы цветка листового происхождения (чашелистики, лепестки, пестики и тычинки). Междоузлия между отдельными элементами цветка или их кругами обыкновенно низведены до минимума, так что цветочная ось, то есть та часть стебля, которая принимает непосредственное участие в образовании цветка, оказывается очень короткой. Эта цветочная ось и называется цветоложем, «цветочным дном» или «тором». Цветоложе обыкновенно несколько шире цветоножки и форма его бывает различна: в простейшем случае оно имеет форму конуса или полушаровидной головки. При этом та последовательность органов, которая имела место при первоначальном их заложении, остаётся неизменной и до конца: пестик, закладывающийся выше других органов, оказывается и во взрослом цветке прикреплённым к верхушке цветоложа.
Завязь такого пестика, хотя и скрыта обыкновенно на дне цветка, называется верхней (в противоположность нижней завязи), а сам цветок именуется подпестичным. Общеизвестными примерами подпестичных цветов являются мак, лютики, первоцветы.

Весьма часто, однако, форма цветоложа усложняется. Благодаря интеркалярному росту (росту «промежуточных» участков ткани, лежащих ниже верхушки) получаются выросты цветоложа, имеющие самую разнообразную форму и именуемые желёзками. Желёзки могут срастаться более или менее совершенно друг с другом, могут образовывать замкнутые выросты, имеющие вид сплошных оторочек, или колец. Такие выросты носят название диска. Как желёзки, так и диск являются весьма часто нектариями. Располагаться они могут в любом месте цветоложа, но чаще всего образуются между тычинками и пестиками. Теперь если представить себе, что такой интеркалярный рост захватит участок цветоложа, несущий на себе тычинки и цветочные покровы, то окажется, что органы эти отдалятся от пестика, а цветоложе примет форму блюдечка или, чаще, форму чашки. Цветок с таким цветоложем называется околопестичным; название для завязи здесь не так прочно фиксировано: её называют полунижней, средней, а иногда даже — правда редко, и верхней.
Различают плоское, выпуклое, вогнутое, бокаловидное и конусовидное цветоложе.
Дальнейшее усложнение строения цветка может состоять в том, что бокаловидное цветоложе, тесно облегающее завязь, срастается с её стенками. Раскрыв цветок, мы не найдём в этом случае на дне его завязи; она находится под цветком, образуя одно целое с цветоложем. Все остальные части цветка кажутся прикреплёнными к верхушке завязи, которая и называется в этом случае нижней, а сам цветок именуется надпестичным. Примеры цветков с нижней завязью представляют огурцы, яблони, подсолнечники. Во всех этих случаях цветки опадают или «слущиваются» с молодых плодов, образовавшихся из завязи.
Как указано выше, междоузлия цветоложа обыкновенно низведены до минимума; в некоторых случаях, однако, они могут более или менее сильно развиваться. Так, у некоторых гвоздичных (зорька) развито междоузлие между чашечкой и венчиком; у каперсовых встречаются развитые междоузлия между тычинками и пестиками; они выносят таким образом вверх пестик и именуются гинофором. У каперсовых же, равно как и у страстоцвета, развит андрофор — междоузлие между тычинками и лепестками венчика.
Удлинённое цветоложе, которое в процессе созревания плода приподнимает его над сохранившимся околоцветником, называется «карпофором» (от др.-греч. karpos — плод, и phoros — несу, несущий).